# Stefan Uciński
Stefan Uciński (ur. 25 kwietnia 1908 w Szreńsku, zm. ?) – polski działacz ludowy na Warmii i Mazurach, pierwszy po II wojnie światowej burmistrz Ostródy (1945–1946).

## Życiorys
Po zakończeniu II wojny światowej trafił na Ziemie Odzyskane. Został pierwszym polskim burmistrzem Ostródy – urząd pełnił do 1946. Organizował Polskie Stronnictwo Ludowe na terenie powiatu ostródzkiego. 30 maja 1946 objął obowiązki II wiceprezesa PSL w województwie olsztyńskim.